# Букровская волость

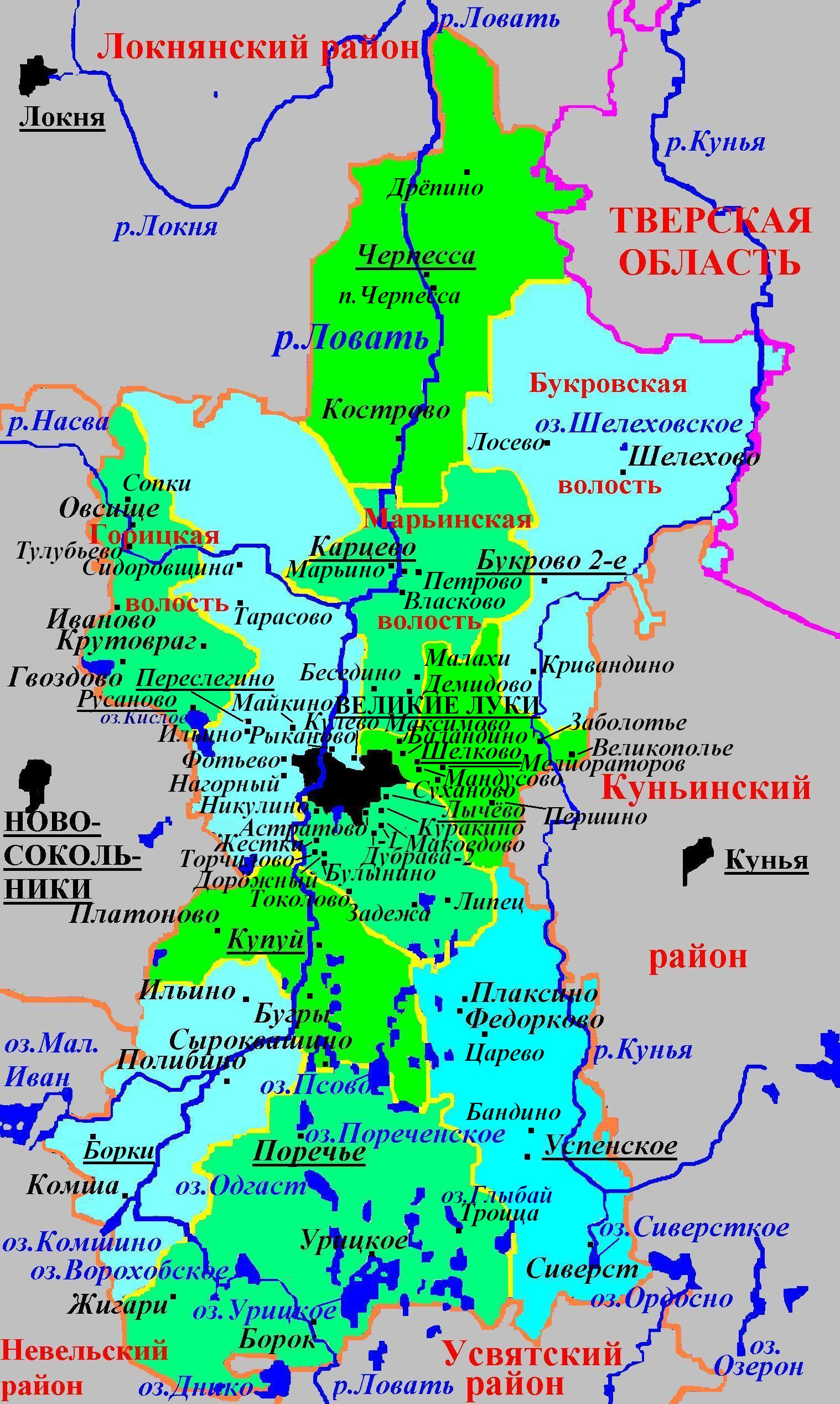
Административное деление Великолукского района в 2006—2014 гг.

Букровская волость — упразднённая административно-территориальная единица 3-го уровня и бывшее муниципальное образование со статусом сельского поселения в Великолукском районе Псковской области России.
Административный центр — деревня Букрово 2-е.

## География
Территория волости граничила на западе с Шелковской, Марьинской, Черпесской волостями Великолукского района, на юге и юго-востоке — с Куньинским районом Псковской области и Тверской областью.

## Население
| 2002 | 2010 | 2012 | 2013 | 2014 | 2015 |
| ---- | ---- | ---- | ---- | ---- | ---- |
| 952  | ↘813 | ↘762 | ↘729 | ↘715 | ↘684 |

## Населённые пункты
В состав Букровской волости входили 43 населённых пункта: 1 поселок — Тарасы, — и 42 деревни: Алехново, Бокланово, Берглезово, Болебино, Бошенки, Букрово-1, Букрово-2, Ваши, Власково, Горбачи, Гороховый Бор, Горушка, Готрово, Дмитровское, Завод, Иваньково, Игнашево, Каменка, Клизново, Клюшно, Кривандино, Кузнецово, Куковичино, Лосево, Ляхново, Малинкино, Марипчелки, Мартинково, Налоиха, Островщина, Поповка, Потвинки, Прохново, Свистунково, Севостеево, Смота, Тарасы, Унино, Усвяты, Шабуниха, Шелехово, Ямно.

## История
Постановлением Псковского областного Собрания депутатов от 26 января 1995 года все сельсоветы в Псковской области были переименованы в волости, в том числе Букровский сельсовет был превращён в Букровскую волость.
Законом Псковской области от 28 февраля 2005 года в границах волости было также создано муниципальное образование Букровская волость со статусом сельского поселения с 1 января 2006 года в составе муниципального образования Великолукский район со статусом муниципального района.
Законом Псковской области от 10 декабря 2014 года Букровская волость была упразднена, а её территория 22 декабря 2014 года включена в состав Шелковской волости.